# Richard Kazadi Kamba
Richard Kazadi Kamba (ur. 6 grudnia 1964 w Lubumbashi) – kongijski duchowny katolicki, biskup diecezjalny Kolwezi od 2022.

## Życiorys

### Prezbiterat
Święcenia kapłańskie przyjął 19 września 1992 i został inkardynowany do archidiecezji Lubumbashi. Był m.in. notariuszem w sądzie biskupim, wykładowcą i wicerektorem seminarium w Lubumbashi, a także sekretarzem i rzecznikiem rady biskupów prowincji Lubumbashi.

### Episkopat
11 stycznia 2022 papież Franciszek mianował go biskupem diecezjalnym Kolwezi. Sakry udzielił mu 7 maja 2022 nuncjusz apostolski w DR Konga- arcybiskup Ettore Balestrero.